# Pontedeva
Pontedeva är en kommun i Spanien. Den ligger i provinsen Ourense i den autonoma regionen Galicien i nordvästra delen av landet, 400 km nordväst om huvudstaden Madrid. Antalet invånare är 458 (2024). Arean är 9,86 kvadratkilometer.